# Contes inacabats de Númenor i la Terra Mitjana
Els Contes inacabats de Númenor i la Terra Mitjana, sovint coneguts simplement com a Contes inacabats, és una col·lecció de relats inacabats de J.R.R. Tolkien, publicats pòstumament pel seu fill Christopher Tolkien l'any 1980. Va ser publicat per Edhasa el 1994 en traducció de Dolors Udina, reeditada per Proa el 2003 i el 2022.
Contràriament a El Silmaríl·lion, en què els fragments incomplets van ser reescrits i algunes parts van ser reescrites per deixar una obra consistent i internament coherent, els Contes inacabats es van publicar tal com Tolkien va deixar-los, solament amb petites intervencions per homogeneïtzar la nomenclatura (l'autor tenia el costum d'anar provant diferents noms pels personatges mentre escrivia els esborranys).
Tot i que es tracta d'històries per acabar, en general el lector ja coneix el desenllaç de la trama a través de les altres obres de Tolkien. L'interès de l'obra se centra, doncs, en la publicació de versions inèdites de les històries que apareixen a El Silmaríl·lion, i en l'aportació de noves dades sobre la Terra Mitjana.
L'èxit comercial que van tenir els Contes inacabats va demostrar que encara hi havia interès per l'obra de Tolkien. Encoratjat pels resultats, Christopher Tolkien es va embrancar en el projecte més ambiciós d'escriure La Història de la Terra Mitjana, que analitza el procés creatiu de Tolkien en la totalitat dels seus escrits sobre la Terra Mitjana.

## Continguts
Les històries del llibre estan estructurades per l'edat d'Arda en la que transcorren:
1. Primera part: La Primera Edat:
  1. "Sobre Tuor i la seva arribada a Gondolin"
  2. "Narn i Chîn Húrin (La Balada dels Fills de Hurin)"
2. Segona part: La Segona Edat:
  1. "Una descripció de l'Illa de Númenor"
  2. "Aldàrion i Erendis: L'Esposa del Mariner"
  3. "La línia d'Élros: Reis de Númenor"
  4. "La història de Galàdriel i Cèleborn"
3. Tercera part: La Tercera Edat:
  1. "El Desastre dels Camps Llirials"
  2. "Círion i Éorl i l'amistat de Góndor i Ròhan"
  3. "El Quest d'Erèbor"
  4. "La caça de l'Anell"
  5. "Les Batalles dels Guals de l'Isen"
4. Quarta part:
  1. "Els Drúedain"
  2. "Els Istari"
  3. "Els Palantiri"